# Süper Lig 2017/18
Süper Lig 2017/2018 was het 60ste seizoen van de hoogste Turkse voetbalcompetitie sinds de invoering van het landskampioenschap. Aan de competitie namen achttien clubs deel. Het seizoen werd vernoemd naar de recentelijk overleden Ilhan Cavcav, die tot aan zijn dood 39 jaar lang voorzitter was van Gençlerbirliği, dat het seizoen voorlaatste eindigde en na 29 jaar onafgebroken deelname de competitie moest verlaten.

## Samenvatting
Sivasspor, Yeni Malatyaspor en Göztepe stroomden in door te promoveren uit de TFF 1. Lig. Sivasspor kwam na een seizoen weer terug op het hoogste niveau, terwijl Göztepe hier 14 jaar op had moeten wachten. Voor Yeni Malatyaspor was dit de eerste keer in de clubgeschiedenis dat er werd gespeeld op het hoogste niveau. Zij vervingen Çaykur Rizespor, Gaziantepspor en Adanaspor, die het afgelopen seizoen degradeerden. Alle gepromoveerde teams wisten hun plek in de Süper Lig aan het einde van het seizoen te behouden.
Galatasaray werd voor het eerst kampioen sinds 2015 en het 21e landskampioenschap in de clubgeschiedenis. De daaropvolgende twee seizoenen pakte Beşiktaş de titel. De Fransman Bafétimbi Gomis brak het record van meest gescoorde buitenlander in de Süper Lig door 29 keer te scoren. Dat was slechts één doelpunt meer dan Alex de Souza, die bij Fenerbahçe in het seizoen 2010-11 zeker 28 keer het net wist te vinden. Ondanks dat Akhisarspor 11e eindigde, wist het zich te kwalificeren voor de groepsfase van de UEFA Europa League, omdat het de Turkse beker won.

## Eindstand
| №  | Club                 | WG | W  | G  | V  | DV | DT | +/– | Punten |
| -- | -------------------- | -- | -- | -- | -- | -- | -- | --- | ------ |
|    | Galatasaray          | 34 | 24 | 3  | 7  | 75 | 33 | +42 | 75     |
| 2  | Fenerbahçe           | 34 | 21 | 9  | 4  | 78 | 36 | +42 | 72     |
| 3  | Medipol Başakşehir   | 34 | 22 | 6  | 6  | 62 | 34 | +28 | 72     |
| 4  | Beşiktaş             | 34 | 21 | 8  | 5  | 69 | 30 | +39 | 71     |
| 5  | Trabzonspor          | 34 | 15 | 10 | 9  | 63 | 51 | +12 | 55     |
| 6  | Göztepe              | 34 | 13 | 10 | 11 | 49 | 50 | -1  | 49     |
| 7  | Sivasspor            | 34 | 14 | 7  | 13 | 45 | 53 | -8  | 49     |
| 8  | Kasımpaşa            | 34 | 13 | 7  | 14 | 57 | 58 | -1  | 46     |
| 9  | Kayserispor          | 34 | 12 | 8  | 14 | 44 | 55 | -11 | 44     |
| 10 | Yeni Malatyaspor     | 34 | 11 | 10 | 13 | 38 | 45 | -7  | 43     |
| 11 | Akhisarspor          | 34 | 11 | 9  | 14 | 44 | 53 | –9  | 42     |
| 12 | Alanyaspor           | 34 | 11 | 9  | 14 | 44 | 53 | –9  | 40     |
| 13 | Bursaspor            | 34 | 11 | 6  | 17 | 43 | 48 | –5  | 39     |
| 14 | Antalyaspor          | 34 | 10 | 8  | 16 | 40 | 59 | –19 | 38     |
| 15 | Konyaspor            | 34 | 9  | 9  | 16 | 38 | 42 | –4  | 36     |
| 16 | Osmanlıspor          | 34 | 8  | 9  | 17 | 49 | 60 | –11 | 33     |
| 17 | Gençlerbirliği       | 34 | 8  | 9  | 17 | 37 | 54 | –17 | 33     |
| 18 | Kardemir Karabükspor | 34 | 3  | 3  | 28 | 20 | 86 | –66 | 12     |

|  | Geplaatst voor de UEFA Champions League 2018/19                  |
|  | Geplaatst voor de voorronde van de UEFA Champions League 2018/19 |
|  | Geplaatst voor de UEFA Europa League 2018/19                     |
|  | Geplaatst voor voorronde van de UEFA Europa League 2018/19       |
|  | Degradatie naar de TFF 1. Lig                                    |

## Statistieken

### Topscorers
- In onderstaand overzicht zijn alleen de spelers opgenomen met tien of meer treffers achter hun naam.

| № | Speler            | Club                | Goals | Gespeelde wedstrijden |
| - | ----------------- | ------------------- | ----- | --------------------- |
| 1 | Bafétimbi Gomis   | Galatasaray         | 29    | 33                    |
| 2 | Burak Yılmaz      | Trabzonspor         | 23    | 25                    |
| 3 | Adis Jahović      | Göztepe/Konyaspor   | 19    | 33                    |
| 4 | Emmanuel Adebayor | Medipol Başakşehir  | 15    | 30                    |
| 5 | Giuliano          | Fenerbahçe          | 14    | 30                    |
| 5 | Emre Akbaba       | Alanyaspor          | 14    | 32                    |
| 5 | Umut Bulut        | Kayserispor         | 14    | 32                    |
| 9 | Vágner Love       | Alanyaspor/Beşiktaş | 13    | 24                    |
| 9 | Trézéguet         | Kasımpaşa           | 13    | 31                    |

1959 · 1959/60 · 1960/61 · 1961/62 · 1962/63 · 1963/64 · 1964/65 · 1965/66 · 1966/67 · 1967/68 · 1968/69 · 1969/70 · 1970/71 · 1971/72 · 1972/73 · 1973/74 · 1974/75 · 1975/76 · 1976/77 · 1977/78 · 1978/79 · 1979/80 · 1980/81 · 1981/82 · 1982/83 · 1983/84 · 1984/85 · 1985/86 · 1986/87 · 1987/88 · 1988/89 · 1989/90 · 1990/91 · 1991/92 · 1992/93 · 1993/94 · 1994/95 · 1995/96 · 1996/97 · 1997/98 · 1998/99 · 1999/00 · 2000/01 · 2001/02 · 2002/03 · 2003/04 · 2004/05 · 2005/06 · 2006/07 · 2007/08 · 2008/09 · 2009/10 · 2010/11 · 2011/12 · 2012/13 · 2013/14 · 2014/15 · 2015/16 · 2016/17 · 2017/18 · 2018/19 · 2019/20 · 2020/21 · 2021/22 · 2022/23 · 2023/24
Nationale competities:
Albanië · Andorra · Armenië · België · Bosnië en Herzegovina · Bulgarije · Cyprus · Denemarken · Duitsland · Engeland · Estland ('17 '18) · Faeröer ('17 '18) · Finland ('17 '18) · Frankrijk · Gibraltar · Griekenland · Hongarije · IJsland ('17 '18) · Ierland ('17 '18) · Israël · Italië · Kazachstan ('17 '18) · Kroatië · Letland ('17 '18) · Litouwen ('17 '18) · Luxemburg · Macedonië · Malta · Moldavië ('17 '18) · Montenegro · Nederland · Noord-Ierland · Noorwegen ('17 '18) · Oekraïne · Oostenrijk · Polen · Portugal · Roemenië · Rusland · San Marino · Schotland · Servië · Slovenië · Slowakije · Spanje · Tsjechië · Turkije · Wales · Zweden ('17 '18) · Zwitserland
Europese competities: Super Cup 2017 · Champions League · Europa League